# Festiwal Nauki w Warszawie

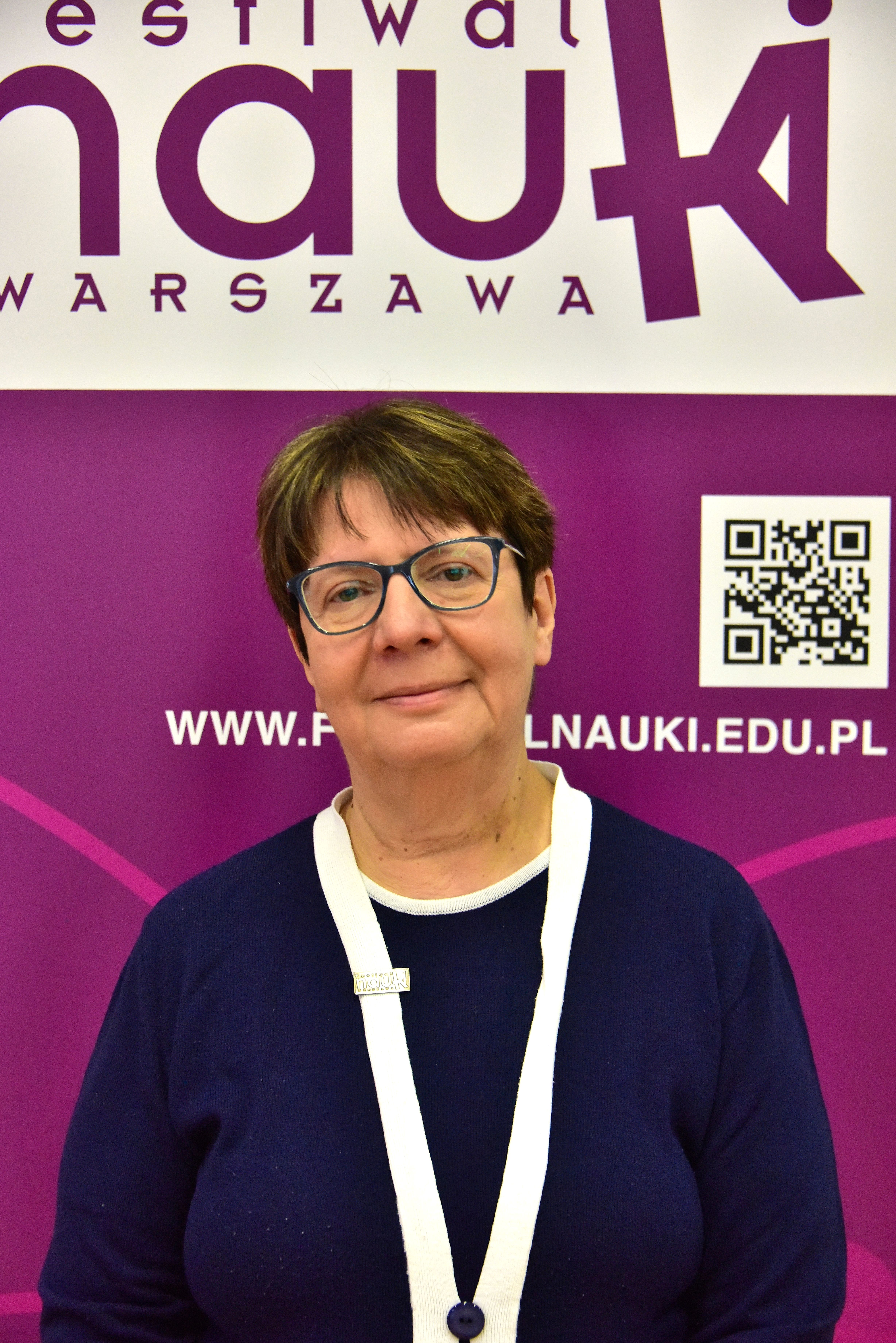
Zuzanna Toeplitz, dyrektor Festiwalu Nauki w Warszawie

Festiwal Nauki w Warszawie – coroczna impreza odbywająca się w przedostatnim tygodniu września w Warszawie, mająca za cel popularyzację nauki. 

## Historia Festiwalu
Inicjatywa organizacji Festiwali Nauki w Warszawie powstała we wrześniu 1996 roku w Interdyscyplinarnym Centrum Modelowania Matematycznego i Komputerowego (ICM) UW. Zapoczątkował ją prof. David Shugar. Dokumentem formalnie powołującym Festiwal było Porozumienie podpisane w grudniu tegoż roku przez Rektorów Uniwersytetu Warszawskiego, Politechniki Warszawskiej i Prezesa Polskiej Akademii Nauk. Od początku animatorami Festiwalu są Wydział Fizyki UW i Instytut Biochemii i Biofizyki PAN a od 2006 także Wydział Fizyki PW. Oficjalnym reprezentantem, pozostaje Uniwersytet Warszawski.
Na Festiwal składa się ponad pięćset różnorakich imprez (wykłady, pokazy, filmy, wystawy, wycieczki), organizowanych przez liczne placówki naukowe z całej stolicy. Od kilku lat część Festiwalu organizowana jest również w pobliskiej Jabłonnie.
Festiwal Nauki jest współzałożycielem i członkiem Europejskiego Stowarzyszenia Spotkań z Nauką EUSCEA.

### Dyrektorzy
- Maciej Geller (1997–2013)[1]
- Zuzanna Toeplitz (od 2014)[1]

## Inicjatywy około festiwalowe
Poza Festiwalem Nauki pod patronatem Festiwalu organizowane są:
- Kawiarnia Naukowa
- Nagroda Literacka „Złota Róża”